# Тельманський сільський округ (Денисовський район)
Те́льманський сільський округ (каз. Тельман ауылдық округі, рос. Тельманский сельский округ) — адміністративна одиниця у складі Денисовського району Костанайської області Казахстану. Адміністративний центр — село Антоновка.
Населення — 1448 осіб (2021; 1741 у 2009, 2492 у 1999, 2877 у 1989).
Станом на 1989 рік існувала Тельманська сільська рада (села Алчановка, Антоновка, Іскра, Чебендовка, селище Шункирколь). Село Іскра було ліквідовано 2004 року, село Шункирколь — 2013 року, село Чебендовка — 2019 року.

## Склад
До складу адміністрації входять такі населені пункти:
| Населений пункт    | Старі назви | Населення, осіб (1989) | Населення, осіб (1999) | Населення, осіб (2009) | Населення, осіб (2021) |
| ------------------ | ----------- | ---------------------- | ---------------------- | ---------------------- | ---------------------- |
| Алчановка, село    | -           | 593                    | 515                    | 458                    | 365                    |
| Антоновка, село    | -           | 1635                   | 1226                   | 1163                   | 1081                   |
| --Шункирколь, село | -           | 390                    | 248                    | 36                     | 2                      |
| Іскра, село        | -           | 259                    | 172                    | -                      | -                      |
| Чебендовка, село   | -           | 577                    | 331                    | 84                     | -                      |